# Paris Masters 2016
Il Paris Masters 2016, ufficialmente BNP Paribas Masters 2016 per motivi di sponsorizzazione
, è stato un torneo di tennis giocato sul cemento indoor. È stata la 45ª edizione del Paris Masters, che fa parte della categoria ATP Tour Masters 1000 nell'ambito dell'ATP World Tour 2016. È stato l'ultimo torneo ATP della stagione prima delle World Tour Finals. Il torneo si è giocato al Palais omnisports de Paris-Bercy di Parigi, in Francia, dal 29 ottobre al 6 novembre 2016.

## Partecipanti

### Teste di serie
| Nazionalità | Giocatore             | Ranking* | Testa di serie |
| ----------- | --------------------- | -------- | -------------- |
| Serbia      | Novak Đoković         | 1        | 1              |
| Regno Unito | Andy Murray           | 2        | 2              |
| Svizzera    | Stan Wawrinka         | 3        | 3              |
| Canada      | Milos Raonic          | 4        | 4              |
| Giappone    | Kei Nishikori         | 5        | 5              |
| Austria     | Dominic Thiem         | 9        | 6              |
| Rep. Ceca   | Tomáš Berdych         | 10       | 7              |
| Belgio      | David Goffin          | 11       | 8              |
| Croazia     | Marin Čilić           | 12       | 9              |
| Spagna      | Roberto Bautista Agut | 14       | 10             |
| Francia     | Jo-Wilfried Tsonga    | 15       | 11             |
| Francia     | Richard Gasquet       | 16       | 12             |
| Francia     | Lucas Pouille         | 17       | 13             |
| Bulgaria    | Grigor Dimitrov       | 18       | 14             |
| Spagna      | David Ferrer          | 19       | 15             |
| Uruguay     | Pablo Cuevas          | 21       | 16             |

* Ranking al 24 ottobre 2016.

### Altri partecipanti
I seguenti giocatori hanno ricevuto una wild card per il tabellone principale:
- Adrian Mannarino
- Paul-Henri Mathieu
- Stéphane Robert

Il seguente giocatore è entrato in tabellone come special exempt:
- Miša Zverev

I seguenti giocatori sono passati dalle qualificazioni:

- Julien Benneteau
- Robin Haase
- Pierre-Hugues Herbert
- Dušan Lajović
- Andreas Seppi
- Jan-Lennard Struff

## Campioni

### Singolare
Andy Murray ha sconfitto in finale  John Isner con il punteggio di 6–3, 6(4)–7, 6–4.
- È il quarantatreesimo titolo in carriera per Murray, l'ottavo in stagione, terzo 1000 e primo titolo a Parigi.

### Doppio
Henri Kontinen /  John Peers hanno sconfitto in finale  Pierre-Hugues Herbert /  Nicolas Mahut con il punteggio di 6–4, 3–6, [10–6].